# بريت ميخائيل ويلسون
بريت ميخائيل ويلسون (بالإنجليزية: Brett Michael Wilson)‏ هو مغني أمريكي، ولد في 10 مايو 1988 في هارتفورد في الولايات المتحدة.